# Laut und Luise
Laut und Luise ist ein Gedichtband des österreichischen Lyrikers Ernst Jandl, der 1966 im Walter Verlag veröffentlicht wurde. Spätere Ausgaben erschienen 1971 bei Luchterhand und 1976 in Reclams Universal-Bibliothek. Laut und Luise ist der erste umfangreiche Band mit Jandls experimenteller Lyrik, unter anderem in Form von Lautgedichten und visueller Poesie. Er enthält überwiegend in den Jahren 1956 bis 1958 entstandene Gedichte sowie einige Prosastücke des Autors und ein Nachwort von Helmut Heißenbüttel. Zu den bekanntesten Gedichten aus dem Band gehören wien: heldenplatz, schtzngrmm, falamaleikum, auf dem land und lichtung. 1968 erschien eine Auswahl der Gedichte als Sprechplatte bei Wagenbach.

## Inhalt
Der Band ist in insgesamt dreizehn Abschnitte untergliedert:
1. mit musik: Laut Heißenbüttel Lieder, darunter etüde in f („eile mit feile“)[1] oder calypso („ich was not yet / in brasilien“).
2. volkes stimme: Gedichte in Dialekt und Alltagssprache, unter anderem talk[2]
3. krieg und so: politische Gedichte wie wien: heldenplatz[3], schtzngrmm[4] oder falamaleikum[5]
4. doppelchor: Liebeslyrik, so das Gedicht du warst zu mir ein gutes mädchen, das aus Auslassungen von Wörtern und Abwandlungen der Vokale eines Satzes besteht.
5. autors stimme: Autobiografische Gedichte, eingeleitet mit „s----------c----------h / tern“
6. kleine erdkunde: Geografische Gedichte, etwa über die „niagaaaaaaaaaaaaaaaa / ra felle“ und die prosa aus der flüstergalerie
7. kuren: Nach Heißenbüttel didaktische Gedichte, zum Beispiel über den Besuch beim Zahnarzt („boooooooooooooooooooooooo“) oder eine Kneipp-Kur („wasser / kalt“).
8. der blitz: Laut Heißenbüttel ein längeres Lehrgedicht.
9. jahreszeiten: Naturlyrik.
10. zehn abend-gedichte: Auch hier greift Jandl einen klassischen Topos der Lyrik auf, das Abendgedicht.
11. bestiarium: Gedichte über Tiere wie eulen[6], auf dem land[7] oder ernst jandls weihnachtslied.
12. epigramme: Epigramme, etwa BESSEMERBIRNEN, zweierlei handzeichen[8] oder lichtung.
13. klare gerührt: ein visuelles Gedicht aus den Buchstaben „klare gerührt“.

## Interpretation
Im Nachwort beschrieb Helmut Heißenbüttel: „die in diesem Band vereinten Gedichte von Ernst Jandl sind Gedichte wie eh und je (soweit es Gedichte wie eh und je gegeben hat)“. Es seien Gedichte, „verfaßt am Beginn der zweiten Hälfte des zwanzigsten Jahrhunderts“, deren Machart ganz anders sei als etwa jene von Andreas Gryphius oder Joseph von Eichendorff. Dennoch beständen sie aus „Sätzen, deren Inhalt und Form historisch bedingt ist.“ Jandls Gedichte stellten sich der Sprache und gingen ihrer Offenheit nach. Dabei seien sie nicht von grammatischer Logik bestimmt, sondern von Überraschung und Witz: „Kaum ein Band Gedichte ist so witzig wie dieser von Jandl.“
Karl Riha führte weiter aus: Heißenbüttel stelle sich in seinem Nachwort „gegen ein bis heute merkwürdiges Klischee, nach welchem ‚Moderne‘ und ‚Tradition‘ sich gegenseitig ausschließen“. Tatsächlich führe Jandl, angeregt durch H. C. Artmann und Gerhard Rühm, in den Band eine „Fülle experimenteller Schreibformen vor“, doch es ragten gerade jene Gedichte besonders heraus, die „die Avantgarde-Poetik auf traditionelle Formen zurückspiegeln.“ Jandl erklärte dazu: „Meine Experimente nehmen oft Züge der traditionellen Lyrik auf, was durch die gleichzeitige Konfrontation von bekannten mit unbekannten Elementen stärkere Reaktionen hervorrief, als es bei Texten ohne diese Spannung der Fall war“.
In seiner Dankrede zum Österreichischen Staatspreis erklärte Jandl 1984 zum Titel: „Laut und Luise – ein Titel wie dieser kommt kein zweites Mal. Und wozu auch – er steht für alles.“ Er verwies auf seine Mutter, die Luise hieß, ihn zum Schreiben von Gedichten animierte, und die starb, als Jandl vierzehn Jahre alt war.

## Veröffentlichungsgeschichte
Nachdem die erste Publikation von Jandls sprechgedichten in der Maiausgabe 1957 der Zeitschrift neue wege zu einem Eklat geführt hatte, fand Jandl in den folgenden Jahren keine Publikationsmöglichkeiten mehr; es kam zu einem regelrechten Boykott. Dennoch entstand über die Jahre hinweg, vor allem im sehr produktiven Frühjahr 1957, das Manuskript für einen Gedichtband, von Jandl Laut und Luise genannt. Im Januar 1964 lernte Jandl bei einer Lesung in der Stuttgarter Buchhandlung Niedlich Vertreter der Stuttgarter Schule kennen, namentlich Max Bense und Frau Heißenbüttel. Diese berichtete ihrem verreisten Mann, der zu Jandls nächster Lesung erschien. Heißenbüttel schlug vor, Laut und Luise in der Reihe Walter Drucke, die er gemeinsam mit Otto F. Walter herausgab, zu veröffentlichen. Zwar musste sich die neue Reihe erst etablieren und Jandl zwei Jahre auf eine Veröffentlichung warten, doch ein Alternativangebot des Limes Verlags für eine stark gekürzte Herausgabe von Laut und Luise lehnte Jandl ab.
Im Oktober 1966 erschien der Band Laut und Luise in bibliophiler Aufmachung und einer limitierten Auflage von 1220 Exemplaren. Bereits im Vorfeld hatte Walter Probleme mit dem katholisch geprägten Verwaltungsrat des Verlages vorausgesehen, und Jandl gebeten, das Gedicht fortschreitende räude („him hanfang war das wort“) und ein Gedicht auf Jesus („jeeeeeeeeeeeeeeeeeeeeeeeeeeeeeeeeeeeeeeeeeeeeeeeeeeeeee – suss“) zu entfernen, da sie als Blasphemie verstanden werden könnten. Jandl stimmte ersterem zu, verteidigte allerdings das zweite Gedicht als Bekenntnis, und es verblieb zu Beginn des Abschnitts autors stimme. Trotz aller Versuche, dem Verwaltungsrat die Belegexemplare vorzuenthalten und den Band in der Schweiz nicht zu bewerben, führte die Veröffentlichung schließlich zum Eklat. Die Aufsichtsgremien des Verlags empfanden Jandls Lyrik als „unerträgliche Provokation“. Walter wurde entlassen und verließ den Verlag mit Jandl und sechzehn weiteren Autoren in Richtung Luchterhand, wo er in Zukunft Jandls Werke herausgab, so 1971 auch die Neuausgabe von Laut und Luise. Jandls späterer Lektor Klaus Siblewski kommentierte: „Kein Buch eines anderen Autors hat im deutschsprachigen Verlagswesen der Nachkriegszeit einen vergleichbaren Umbruch herbeigeführt.“
Otto F. Walter erklärte rückblickend, dass es schon zuvor Spannungen mit dem Aufsichtsgremium gegeben hatte, weil das von ihm verantwortete Programm, „formal inhaltlich, die christlich-abendländische Tradition, auf die auch der Verlag sich berief“, in Frage gestellt habe. Jandls Lyrik habe „die damals fällig gewordene Explosion gestiftet“. Die Gedichte seien politisch in einem Sinne, dass sie „einen Zentralnerv treffen“ und selbst kleine Repräsentanten eines Verlages „den Kopf verlieren und handeln, bis ihr Weltbild wieder gerettet ist.“ Urs Widmer, der damalige Lektor des Walter Verlags, der den Verlag gemeinsam mit Walter verließ, beschrieb in seiner Erinnerung, „wie sich die Setzer gegen die Stirn tippten und Jandl riefen.“
Auf einer Lesung während des Zweiten Internationalen Frankfurter Forums für Literatur am 24. November 1967 in Frankfurt lernte Jandl Klaus Wagenbach kennen, der vorschlug, im noch jungen Wagenbach Verlag eine Platte mit Sprechgedichten Jandls herauszubringen. Die Platte Laut und Luise. Ernst Jandl liest Sprechgedichte erschien 1968 und machte Jandl erstmals einem großen Publikum bekannt. Klaus Siblewski wertete: „Er ist der erste Autor, der durch einen Tonträger berühmt wird.“ 1976 folgte eine Neuveröffentlichung von Jandls Laut und Luise in Reclams Universal-Bibliothek. Bei der Entscheidung für den Reclam-Verlag kam es Jandl insbesondere darauf an, dass der Band dauerhaft zu einem niedrigen Preis erhältlich bleiben sollte.

## Rezeption
Laut Klaus Siblewski ist Laut und Luise jener Gedichtband, „mit dem Jandl berühmt geworden ist“. Bis ins Jahr 2000 sei er ein „Standardwerk der Poesie“ geworden. In zeitgenössischen Rezensionen beschrieb Helmut Mader: „Daß Jandls Gedichte eine starke subjektive Komponente besitzen, ist unübersehbar, daß sie nicht kalt lassen, zeigt der Erfolg jeder seiner Lesungen, und auch eine als kritischer Einwand gemeinte Äußerung wie: das seien Gedichte für die Bütt, bestätigt nur ihre Lebendigkeit“. Helmut Salzinger empfahl Jandls Gedichte „als Anleitung zum Selbermachen […], als Spielgedichte“, äußerte aber auch Vorbehalte: „Ob Buchstabenspiele der Erfahrung des Schützengrabens gerecht werden? Jandl scheint die Realität in erster Linie als sprachliches Phänomen zu erfahren, und das hat notwendig einen gewissen ästhetischen Immoralismus zur Folge.“
Auch Karl Riha übte Einwände gegen die Zerstückelung einzelner Worte: „was macht man – Dada in Ehren – mit ‚schtzngrmm‘? In solchem Konsonantenknäuel gerät Jandls Sprachtalent auf felsiges Gelände, der extreme Punkt, an den das ‚Sprechgedicht‘ hier stößt, rechtfertigt sich als extremer Punkt: […] der Lippenbrecher hat sein Vergnügen an sich selbst.“ Peter O. Chotjewitz nahm eine „mit Oberlehrerpoesie geschmückte Attitude des literarischen Kabarettisten“ wahr, die „einen kollektivistischen Gesellschaftszustand antizipiert, in dem es jedem freisteht, mit allem, was es gibt und gegeben hat, spielerisch zu hantieren. Literaturgeschichte, selbst neuester Gattungen, und irgendwelche literarischen Elemente tauchen dabei nur mehr zufällig auf, und werden nicht mehr nach ihrer literarischen Qualität befragt.“
Für Dietrich Segebrecht machte Laut und Luise vor allem Spaß: „Keine Frage zum Beispiel, daß die Gedichte von Ernst Jandl als Aufruf, als Pamphlet unbrauchbar wären. Es sind absichtlose Gedichte. Sie reden nicht viel, sie evozieren Nichts. Nichts – außer dem Selbstverständlichen. Das aber versucht der Autor ganz genau zu ermitteln.“ Demgegenüber befand Alfred Kolleritsch: „Ernst Jandl schreibt konkrete Poesie. Aber er beweist, ob er es will oder nicht, daß er ein engagierter konkreter Dichter ist. Selbst dort, wo er nur mit den Lauten zu spielen scheint, spielt er mit der Welt. Nur diesem Spiel gelingt der Humor, der laut und experimentierend einer luisenhaften Welt entgegentritt.“
„Wie sehr seine gelungensten Gedichte aus dem Sprachklang leben“, bewies die Sprechplatte Laut und Luise 1968 für Herbert Gamper: „Sie stellt den Dichter als idealen Interpreten seiner selbst vor“, so dass Gamper das Fazit zog: „Die Sprechplatte ist geeignet, für die experimentelle Literatur auch Leute zu gewinnen, die ihr, aufgrund des hermetischen Druckbildes, sonst verständnislos gegenüberstehen.“ Klaus Wagenbach beschrieb im Rückblick, dass die Platte zuerst „ein Hit unter Kindern“ war, eine Tatsache, die der Verleger dem Autor anfänglich verschwieg. Erst als die Sprechplatte über die Kinder auch zu den Erwachsenen gefunden hatte, fand der Verlag die Sprachregelung: „Die Platte hat Erfolg bei Kindern und Erwachsenen.“

## Ausgaben
- Ernst Jandl: Laut und Luise. Nachwort von Helmut Heißenbüttel. Walter, Olten 1966.
- Ernst Jandl: Laut und Luise. Ernst Jandl liest Sprechgedichte. Wagenbach, Berlin 1968.
- Ernst Jandl: Laut und Luise. Luchterhand, Neuwied 1971; ebd. 2002, ISBN 3-630-62030-2.
- Ernst Jandl: Laut und Luise. Reclam, Stuttgart 1976, ISBN 3-15-009823-8.